# 界炮镇
界炮镇，是中华人民共和国广东省湛江市遂溪县下辖的一个乡镇级行政单位。

## 行政区划
界炮镇下辖以下地区：
北潭社区、海田村、界炮村、南山村、金围村、坦塘村、雷公村、大塘村、周灵村、赤伦村、山内村、芒溪村、山家村、西湾村、龙塘村、老马村、同文村、安塘村、箔寮村、北潭坡村和合沟村。